# Simandraolo
Simandraolo is een bestuurslaag in het regentschap Gunungsitoli van de provincie Noord-Sumatra, Indonesië. Simandraolo telt 564 inwoners (volkstelling 2010).